# Louis Douineau
Louis Douineau (25 juillet 1899, La Chapelle-Basse-Mer - 4 octobre 1972, La Chapelle-Basse-Mer) est un homme politique français.

## Biographie
Louis Stanislas Henri Douineau est le fils de Louis Victor Douineau et de Désirée Louise Peigné. 
Viticulteur, il est maire de La Chapelle-Basse-Mer, conseiller général de la Loire-Atlantique pour le canton du Loroux-Bottereau (1945-1955) et député de la Loire-Atlantique en 1967, élu sous l'étiquette Républicains indépendants.